# Driven - Il caso DeLorean
Driven - Il caso DeLorean (Driven) è un film del 2018 diretto da Nick Hamm.
Attraverso le vicende che hanno avuto per protagonista un pilota divenuto informatore dell'FBI, il film racconta la parabola imprenditoriale di John DeLorean.

## Trama
Jim Hoffman è un pilota di aerei che viene scoperto a trasportare un carico di cocaina per conto di un boss della malavita. L’FBI gli concede una seconda possibilità assoldandolo come informatore, dandogli una bellissima abitazione in California.
Suo vicino di casa è John DeLorean, già progettista di successo per la General Motors, quindi creatore della casa automobilistica DeLorean, che produsse un unico modello, l'avveniristica DMC-12. Jim si fa subito sedurre dalla mente vulcanica dell’inventore, diventandone così amico. I problemi, però, sopraggiungono quando come informatore stenta a portare risultati e comincia a subire le pressioni dell’agente dell’FBI Benedict Tisa. 
Finisce così che lo stesso DeLorean, in gravi difficoltà economiche, chieda aiuto a Jim per finanziare la sua impresa con il traffico di stupefacenti. L'FBI può così in un sol colpo incastrare il trafficante Morgan Hetrick e cogliere sul fatto un grande imprenditore in ascesa, in realtà già sul lastrico.
Il piano va a buon fine ma Jim, forse pentito per aver tradito l'amico John, al processo dà una versione dei fatti molto ambigua che finisce per convincere la giuria che DeLorean non sia stato l'ideatore del traffico di droga, ma ne sia stato coinvolto dallo stesso Jim. L'imprenditore viene così scagionato e Jim perde tutti i benefici che gli erano stati promessi, venendo trasferito nell'Idaho.
In seguito DeLorean, conscio del gesto dell'amico pentito, si reca a Boise per incontrarlo e dimostrargli la sua riconoscenza regalandogli un esemplare dell'unico modello di auto da lui prodotto, oltre ad un cospicuo compenso in denaro.
Jim è contento del rapporto recuperato con l'amico e del suo regalo. Ma quando si mette alla guida dell'auto, questa non si mette in moto...

## Distribuzione
Presentato al Festival del Cinema di Venezia 2018 e successivamente proiettato al Toronto International Film Festival 2018, è stato distribuito nelle sale statunitensi dal 16 agosto 2019.